# 92-я стрелковая дивизия (1-го формирования)
92-я стрелковая дивизия — общевойсковое соединение стрелковых войск РККА Вооружённых Сил Союза ССР, до и во время Великой Отечественной войны.
В действующей армии с 30 октября 1941 года по 30 июля 1942 года.

## История
Стрелковая дивизия формировалась на основании приказа командующего войсками Отдельной Краснознамённой Дальневосточной армии, от 16 апреля 1936 года, на базе Барабашского укреплённого района, 40-й стрелковой дивизии и иных частей и соединений Приморской группы. К 28 ноября 1936 года сформирование соединения было завершено. Управление дивизии, 274-й стрелковый полк (получивший новую войсковую нумерацию и ставший 22-м стрелковым полком в 1939 году) и отдельные подразделения дислоцировались в Барабаше, 275-й полк (203-й) — в Красном Утёсе, а 276-й (317-й) — в Занадворовке.
На 22 июня 1941 года формирование находилось на Дальнем Востоке, на охране государственной границы южнее Барабаша в районе западнее Славянки и побережья залива Петра Великого. 15 октября 1941 года дивизия начала погрузку в воинские поезда на станциях Славянка и Раздольное.
В конце октября 1941 года прибыла к Тихвину, первые воинские эшелоны дивизии начали прибывать 30 октября 1941 года на станции Тальцы, Хотцы, Неболчи и с колёс вступали в бой с 20-й моторизованной дивизией войск нацистской Германии за деревню Петровское. С этого времени, вплоть до середины декабря 1941 года, вела бои юго-восточнее Будогощи, так, в середине ноября 1941 года в течение нескольких дней вела тяжёлый бой за Рёконьский монастырь, находящийся на территории Любытинского района, на 3 декабря 1941 года удерживала рубеж южнее и юго-западнее Верхнего и Нижнего Заозерья, с утра 4 декабря 1941 года левым флангом перешла в наступление на Чудцы. В декабре 1941 года передала в оперативное подчинение 4-й гвардейской стрелковой дивизии 22-й стрелковый полк, который действовал в её составе вплоть до освобождения Будогощи. На 15 декабря 1941 года наступала в направлении Петровское, Дуброва. 20 декабря 1941 года была пополнена в количестве около 700 человек и с 21 декабря 1941 года с севера атаковала Будогощь, участвовала в освобождении населённого пункта. С 30 декабря 1941 года наступала, форсируя Волхов, на участке Кириши — Лезно, несла большие потери.
В январе 1942 года передана в 59-ю армию, и совершив почти 100-километровый марш, с утра 28 января 1942 года перешла в наступление севернее Спасской Полисти, заняв плацдарм и тесня противника к шоссе Чудово — Новгород. В тяжелейших боях дивизия сумела в начале февраля 1942 года выйти к шоссе и реке Полисть, заняв опорные пункты Овинец и Коляжку.
Участвуя в боях за прорыв второй оборонительной позиции противника на участке Михалево — Остров, понесла серьёзные потери и была сведена в один, 317-й стрелковый полк. Распоряжением штаба 59-й армии дивизия 2 марта 1942 года передала свой участок другим соединениям и, совершив 15-километровый марш, 3 марта 1942 года сосредоточилась в районе между Любино Поле и Мясным Бором в центре горловины прорыва 2-й ударной армии. 5 и 6 марта 1942 года получила 3 521 человек пополнения и поступила в резерв фронта. Получила распоряжение к утру 10 марта 1942 года сосредоточиться в районе Червино — Тигода вместе с 24-й стрелковой бригадой и вошла в состав ударной группы 2-й ударной армии, перешедшей 11 марта 1942 года в наступление на рубеже Червинская Лука — Дубовик — Коровий Ручей — Красная Горка — Верховье — станция Етино с целью овладения Любанью. Дивизия наступала в хорошо укреплённой 7-километровой полосе обороны противника (где оборонялись полк пехоты, около 70 лёгких и 30 тяжёлых пулемётов, 15 миномётов, 20 отдельных орудий, 10 танков, поддерживаемые четырьмя артиллерийскими батареями). Только 17 марта 1942 года дивизия сумела овладеть опорным пунктом Коровий Ручей.
В апреле-мае 1942 года дивизия держала оборону по западному берегу реки Тигода. С отходом войск 2-й ударной армии остатки дивизии прикрывали северный фланг армии. Соединение погибло в течение июня 1942 года в котле окружения.
30 июля 1942 года расформирована.

## В составе
| Дата            | Фронт (округ)         | Армия               | Корпус (группа)                      | Примечания |
| --------------- | --------------------- | ------------------- | ------------------------------------ | ---------- |
| 22.06.1941 года | Дальневосточный фронт | 25-я армия          | 39-й стрелковый корпус               | -          |
| 01.07.1941 года | Дальневосточный фронт | 25-я армия          | 39-й стрелковый корпус               | -          |
| 10.07.1941 года | Дальневосточный фронт | 25-я армия          | 39-й стрелковый корпус               | -          |
| 01.08.1941 года | Дальневосточный фронт | 25-я армия          | 39-й стрелковый корпус               | -          |
| 01.09.1941 года | Дальневосточный фронт | 25-я армия          | -                                    | -          |
| 01.10.1941 года | Дальневосточный фронт | 25-я армия          | -                                    | -          |
| 01.11.1941 года | -                     | 4-я отдельная армия | -                                    | -          |
| 01.12.1941 года | -                     | 4-я отдельная армия | -                                    | -          |
| 01.01.1942 года | Волховский фронт      | 4-я армия           | -                                    | -          |
| 01.02.1942 года | Волховский фронт      | 59-я армия          | -                                    | -          |
| 01.03.1942 года | Волховский фронт      | 59-я армия          | -                                    | -          |
| 01.04.1942 года | Волховский фронт      | 2-я ударная армия   | -                                    | -          |
| 01.05.1942 года | Ленинградский фронт   | 2-я ударная армия   | Группа войск Волховского направления | -          |
| 01.06.1942 года | Ленинградский фронт   | 2-я ударная армия   | Волховская группа войск              | -          |
| 01.07.1942 года | Волховский фронт      | 2-я ударная армия   | -                                    | -          |

## Состав456 сп
- управление
- 22-й стрелковый полк
- 203-й стрелковый полк
- 317-й стрелковый полк
- 60-й артиллерийский полк
- 70-й гаубичный артиллерийский полк (до 07.01.1942)
- 388-й отдельный танковый батальон (с 30.10.1941 по 05.02.1942)
- 77-й отдельный истребительно-противотанковый дивизион
- 163-я отдельная зенитная батарея (до 27.12.1941 15-й отдельный зенитный артиллерийский дивизион)
- 409-й миномётный дивизион
- 50-й разведбат
- 96-й сапёрный батальон
- 13-й отдельный батальон связи
- 7-й медико-санитарный батальон
- 149-я автотранспортная рота (497-й автотранспортный батальон)
- 106-я отдельная рота химический защиты
- 53-я полевая хлебопекарня
- 70-й дивизионный ветеринарный лазарет
- 998-я полевая почтовая станция

## Командиры
- Гавро, Людвиг Матвеевич (февраль 1936 — 1.07.1937), комбриг;
- Жмаченко, Филипп Феодосьевич (июль 1937 — июнь 1938), полковник, с 17.02.1938 комбриг
- Ларичев, Андрей Николаевич (31.01.1940 — 21.04.1942), полковник;
- Жильцов, Фаддей Михайлович (22.04.1942 — 24.05.1942), полковник;
- Ларичев, Андрей Николаевич (25.05.1942 — 22.07.1942), полковник (погиб в июле 1942 в окружении).

## Память
- Школьный музей в Будогощской школе Ленинградской области.
- Школьный музей «Комната Боевой Славы защитников неболчской земли в годы Великой Отечественной войны» в Неболчской средней школе Любытинского района Новгородской области.